# 1991-es NHL Supplemental Draft
Az 1991-es NHL Supplemental Draft a hatodik supplemental draft volt a National Hockey League történetében.
| #   | Játékos           | Poszt       | Nemzetiség                | NHL-csapat            | Egyetem (Liga)                             |
| --- | ----------------- | ----------- | ------------------------- | --------------------- | ------------------------------------------ |
| 1.  | Jeff McLean       | Center      | Kanada                    | San Jose Sharks       | St. Francis Xavier Egyetem (AUAA)          |
| 2.  | Dave Trombley     | Center      | Kanada                    | Québec Nordiques      | Clarkson Egyetem (ECAC)                    |
| 3.  | Patrick McGarry   | Kapus       | Kanada                    | Toronto Maple Leafs   | Dalhousie Egyetem (AUS)                    |
| 4.  | Jim Bonner        | Védő        | Amerikai Egyesült Államok | New York Islanders    | Michigani Műszaki Egyetem (WCHA)           |
| 5.  | Brad Mullahy      | Kapus       | Amerikai Egyesült Államok | Winnipeg Jets         | Providence College (Hockey East)           |
| 6.  | Angelo Libertucci | Kapus       | Kanada                    | Philadelphia Flyers   | Bowling Green Állami Egyetem (CCHA)        |
| 7.  | Mark Beaufait     | Center      | Amerikai Egyesült Államok | San Jose Sharks       | Észak-Michigani Egyetem (CCHA)             |
| 8.  | Chris Hynnes      | Védő        | Kanada                    | Québec Nordiques      | Colorado College (WCHA)                    |
| 9.  | Joe McCarthy      | Bal szélső  | Amerikai Egyesült Államok | Toronto Maple Leafs   | Vermonti Egyetem (Hockey East)             |
| 10. | Jack Duffy        | Védő        | Amerikai Egyesült Államok | New York Islanders    | Yale Egyetem (ECAC)                        |
| 11. | Jeff Jestadt      | Bal szélső  | Amerikai Egyesült Államok | Winnipeg Jets         | Ferris Állami Egyetem (CCHA)               |
| 12. | Brendan Locke     | Védő        | Amerikai Egyesült Államok | Philadelphia Flyers   | Merrimack College (Hockey East)            |
| 13. | Scott Meehan      | Védő        | Amerikai Egyesült Államok | Vancouver Canucks     | Massachusetts Lowell Egyetem (Hockey East) |
| 14. | Dan O’Shea        | Center      | Amerikai Egyesült Államok | Minnesota North Stars | St. Cloud Állami Egyetem (WCHA)            |
| 15. | Shaun Gravistin   | Kapus       | Kanada                    | Hartford Whalers      | Alaszka Anchorage Egyetem (WCHA)           |
| 16. | Kelly Sorensen    | Jobb szélső | Kanada                    | Detroit Red Wings     | Ferris Állami Egyetem (CCHA)               |
| 17. | Rob Kruhlak       | Kapus       | Kanada                    | New Jersey Devils     | Észak-Michigani Egyetem (CCHA)             |
| 18. | Tom Holdeman      | Jobb szélső | Amerikai Egyesült Államok | Edmonton Oilers       | Miami University (CCHA)                    |
| 19. | Jamie Steer       | Jobb szélső | Kanada                    | Buffalo Sabres        | Michigani Műszaki Egyetem (WCHA)           |
| 20. | Mike Brewer       | Védő/Center | Kanada                    | Washington Capitals   | Brown Egyetem (ECAC)                       |
| 21. | Steven King       | Jobb szélső | Amerikai Egyesült Államok | New York Rangers      | Brown Egyetem (ECAC)                       |
| 22. | Greg Carvel       | Center      | Amerikai Egyesült Államok | Pittsburgh Penguins   | St. Lawrence Egyetem (ECAC)                |
| 23. | Jeff Torrey       | Jobb szélső | Amerikai Egyesült Államok | Montréal Canadiens    | Clarkson Egyetem (ECAC)                    |
| 24. | Peter Allen       | Védő        | Kanada                    | Boston Bruins         | Yale Egyetem (ECAC)                        |
| 25. | Dean Larson       | Center      | Kanada                    | Calgary Flames        | Alaszka Anchorage Egyetem (WCHA)           |
| 26. | Brendan Creagh    | Védő        | Amerikai Egyesült Államok | Los Angeles Kings     | Vermonti Egyetem (Hockey East)             |
| 27. | Chris McKee       | Center      | Amerikai Egyesült Államok | St. Louis Blues       | Babson College (NCAA)                      |
| 28. | Dan Gravelle      | Bal szélső  | Kanada                    | Chicago Blackhawks    | Merrimack College (Hockey East)            |